# Neda
Neda je žensko osebno ime.

## Izvor imena
Ime Neda je lahko različica tako ženskega imena Nedeljka kakor tudi moškega imena Nedeljko.

## Pogostost imena
Po podatkih Statističnega urada Republike Slovenije je bilo na dan 31. decembra 2007 v Sloveniji število ženskih oseb z imenom Neda: 325.

## Osebni praznik
Osebe z imenom Neda lahko godujejo takrat kot osebe iz katerih je ime izpeljano.